# Daniel Estulin
Daniel Estulin (nascut a l'URSS (Lituània)) és un escriptor, conferenciant, autor de llibres de conspiració sobre el Club Bilderberg, una conferència anual de les elits dels negocis, finances, mitjans de comunicació, militars i política, al qual només es pot accedir per invitació. És conegut per la seva extensa obra sobre aquest selecte grup del qual va publicar l'any 2005 el llibre «The True Story of the Bilderberg Group», així com pels seus seminaris en viu a tot el món.
L'any 2015 va publicar el llibre «Fora de control», en el qual apunta que els Estats Units i els seus socis, Regne Unit, Aràbia Saudita i Israel, són promotors i finançadors del terrorisme islamista amb l'objectiu de desestabilitzar Orient Mitjà i el nord d'Àfrica, des de Síria, l'Iraq, Líban, Iemen, fins a Líbia.

## Club Bilderberg
També va escriure «La Verdadera Historia Del Club Bilderberg» suposadament un informe sobre la naturalesa de les reunions dels més poderosos del món. Segons el llibre d'Estulin, els secretistes Bilderbergers han estat prenent decisions polítiques, econòmiques i socials importants, ja des de la seva primera trobada el 1954.
Sobre aquest llibre, Bruce Ramsey va escriure "El mètode aquí és iniciar el lector dins el grup especial de "els que en saben", barrejar els fets amb afirmacions poc fonamentades de manera que el lector ocasional no els distingeixi, i dibuixar línies entre A i B, quan A és la persona que desitges impugnar i B és una maldat reconeguda".
Publicà un segon llibre, «Los Secretos del Club Bilderberg», el setembre de 2006.
El desembre de 2007, va afirmar a una televisió dels Estats Units que "havia rebut informació de fonts de dins de la comunitat d'intel·ligència dels EUA que suggeria que persones dels més alts nivells del govern dels EUA estaven considerant un intent d'assassinat contra el congressista Ron Paul, ja que es veien amenaçats per la seva creixent popularitat" com a candidat presidencial. Ha treballat amb el periodista nord-americà Big Jim Tucker amb qui comparteixen un interès similar en les activitats del Grup Bilderberg.

### Llibres en anglès
- Shadow masters : how governments and their intelligence agencies are working with drug dealers and terrorists for mutual benefit and profit.  Walterville, OR: Trine Day, 2010. ISBN 9780979988615. OCLC 262887238.

### Llibres en castellà
- La verdadera historia del Club Bilderberg.  Barcelona, Spain: Ediciones del Bronce, 2005. ISBN 9788484531579. OCLC 63698227.
- Los secretos del club Bilderberg.  Barcelona, Spain: Ediciones del Bronce, 2006. ISBN 9788484531685. OCLC 71820977.
- Los señores de las sombras : la verdad sobre el tejido de intereses ocultos que decide el destino del mundo.  Barcelona, Spain: Ediciones del Bronce, 2007. ISBN 9788484531753. OCLC 180755167.
- Conspiracion Octopus / Octopus Conspiracy.  Barcelona, Spain: Ediciones del Bronce, 2010. ISBN 9788484531579. OCLC 607977409.

### DVD Video
- Shadow government : how the global elite plan to destroy democracy and your freedom, per Grant R Jeffrey; Katherine Albrecht; Edward G Griffin; Daniel Estulin; Gary Kah; Chuck Missler; Joan Veon; Bradley S O'Leary. Editor: Estats Units: Cloud Ten Pictures, 2009. OCLC 466168154.